# Dargov

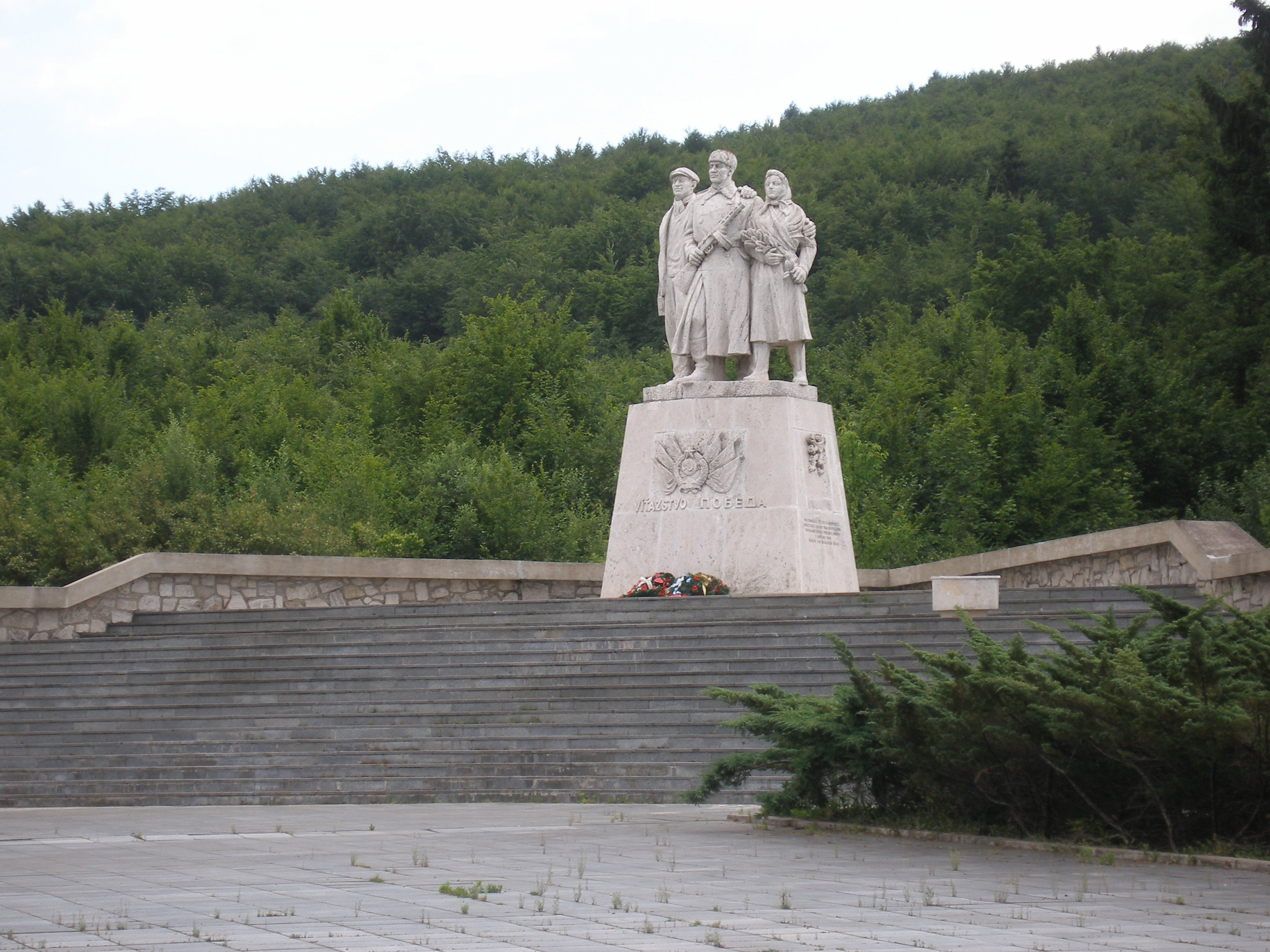
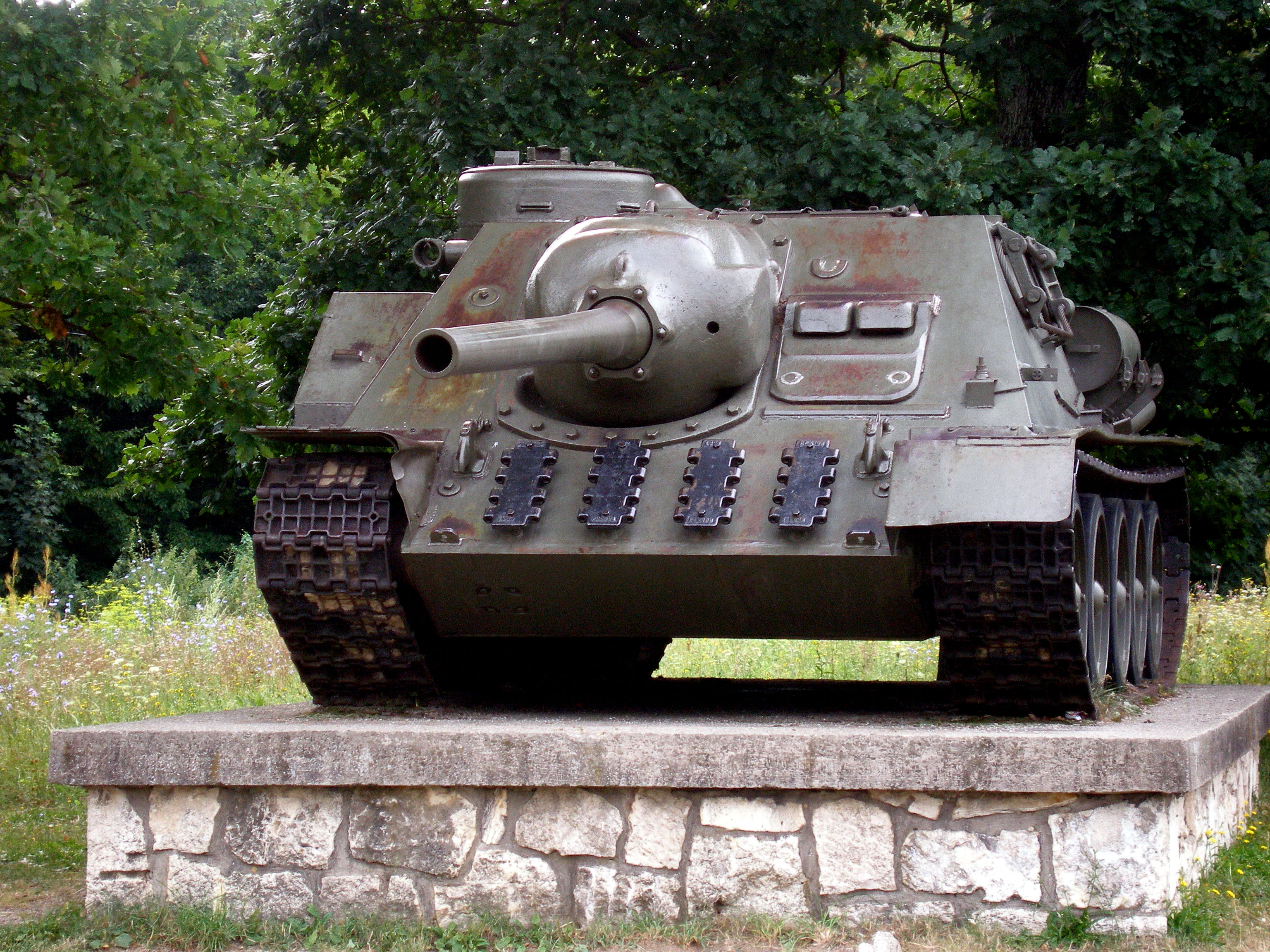

Dargov (Hongaars: Dargó) is een Slowaakse gemeente in de regio Košice, en maakt deel uit van het district Trebišov.
Dargov telt 581 inwoners.